# Montatura altazimutale
Una montatura altazimutale è un sistema meccanico, in genere riferito ai telescopi, che sostiene lo strumento e permette di puntarlo seguendo movimenti paralleli all'orizzonte (azimut) o perpendicolari ad esso (altezza). È in genere realizzata come una montatura a forcella.

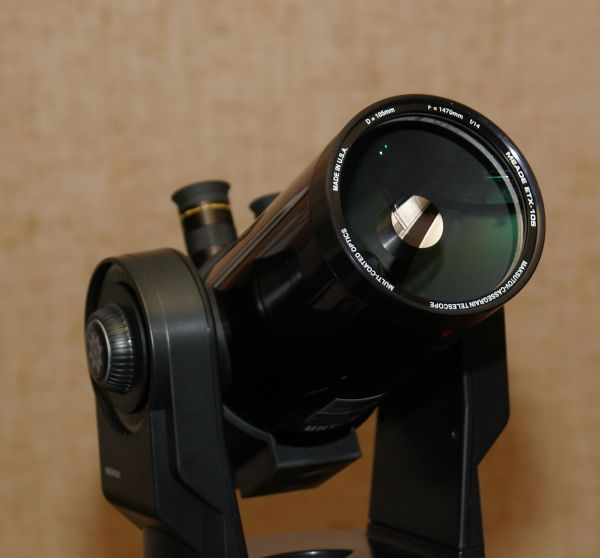
Un telescopio Maksutov amatoriale con montatura altazimutale elettronica

Questa montatura, avendo l'asse principale (azimut) perpendicolare al suolo, origina il fenomeno della cosiddetta  rotazione di campo, secondo il quale l'immagine risultante ruota ad una velocità dipendente dalla declinazione del corpo celeste osservato. Quest'effetto ha reso fino a circa 20 anni fa le montature altazimutali inadatte alla fotografia a lunga posa sia per piccoli che grandi telescopi.
Con il progredire dell'elettronica e con la diffusione del software, è stato agevole compensare questo effetto, per cui tutti i moderni telescopi vengono ormai costruiti quasi esclusivamente in montatura altazimutale, perché si riducono le dimensioni strumentali e della cupola con notevole risparmio: a parità di diametro dello specchio principale l'ingombro di una montatura altazimutale è circa 1/3 minore di quello di una equatoriale. Il software si prende cura di annullare, tramite elettronica dedicata, la rotazione di campo.
In una montatura altazimutale sono dunque tre i ruotismi: 
1. l'asse di azimut segue l'astro da Est ad Ovest;
2. l'asse di elevazione eleva il telescopio, se l'oggetto osservato si trova ad Est del meridiano, e lo abbassa, se questo invece si trova ad Ovest;
3. la strumentazione posta al fuoco del telescopio (fotometro o spettrometro) ruota per annullare la rotazione di campo.

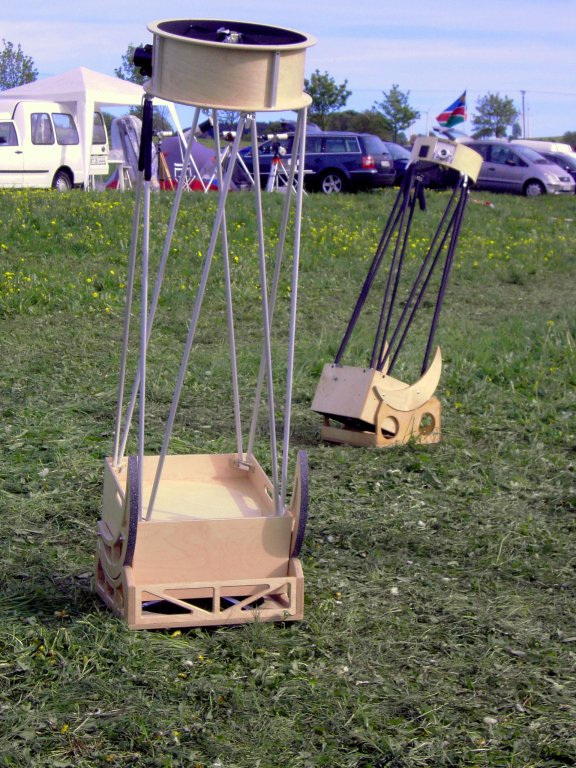
Montatura Dobson

La montatura altazimutale si presenta assai più robusta e rigida della montatura equatoriale, in quanto il centro di gravità coincide con il centro dell'asse di rotazione (azimut), al contrario dell'equatoriale, che presenta le masse spostate al di fuori del centro di gravità naturale. Montature moderne costruite secondo il principio dell'altazimutale sono l'NTT, il TNG, il VLT. Nel campo degli strumenti amatoriali, la montatura altazimutale viene usata nei modelli più economici. È semplice come progettazione e costruzione, ma non è ideale nell'uso astronomico, perché la sfera celeste ruota secondo assi, che non sono paralleli né perpendicolari all'orizzonte (a meno che uno non stia osservando precisamente dall'equatore terrestre), e l'osservatore è costretto a manovrare continuamente il telescopio su entrambi i movimenti, per mantenere l'oggetto nel campo di vista. Inoltre, usando questa montatura, il campo inquadrato ruota lentamente, cosa che impedisce la fotografia degli oggetti celesti.

## La montatura "dobsoniana"
Questa  montatura è detta dobsoniana dal nome del suo ideatore, l'americano John Dobson. Si tratta di una montatura altazimutale costruita con materiali poveri e precari: alluminio leggero, ed assai più spesso legno compensato, e talvolta addirittura cartone pressato. Anche se equipaggia a volte telescopi con specchi di generose dimensioni ed anche se molto in voga nel mondo amatoriale, specie anglosassone, è adatta solo per osservazioni visuali.